# Jean-François Cail

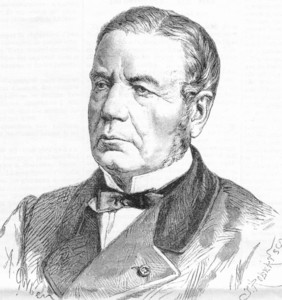
Cail

Jean-François Cail (* 8. Februar 1804 in Chef-Boutonne, Deux-Sèvres; † 22. Mai 1871 in Plants bei Ruffec, Charente) war ein französischer Ingenieur und Unternehmer.

## Leben und Wirken

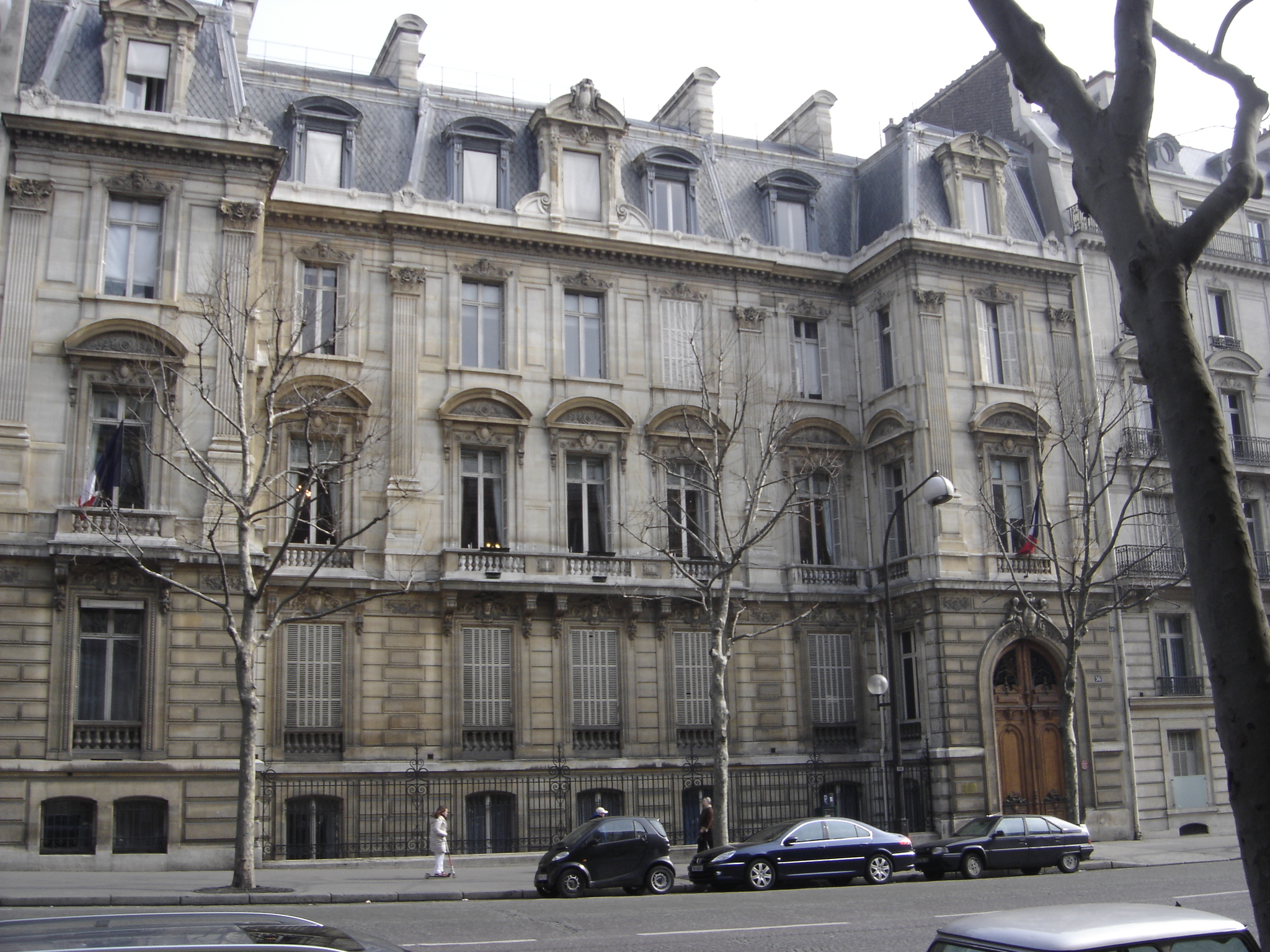
Sein Stadthaus in Paris ist heute Rathaus des 8. Arrondissements

Cail stammte aus einfachen bäuerlichen Verhältnissen, sein Vater war Küster und Stellmacher. Da die Familie keine Ausbildung finanzieren konnte, musste Cail als drittes von acht Kindern mit neun Jahren die Schule verlassen. Er begann eine Lehre als Kesselschmied und ging 1818 bis 1824 auf Wanderschaft durch Frankreich. Danach trat er als einfacher Arbeiter in die 1818 gegründete Destillierapparatefabrik von Charles Derosne im Pariser Quartier de Chaillot ein, wo er bald zum Teilhaber aufstieg. Ab 1836 firmierte die Fabrik unter dem Namen Société Ch.Derosne et Cail. Niederlassungen entstanden in Denain, Brüssel, Valenciennes, Douai, Amsterdam und im Quartier de Grenelle an der Seine gegenüber dem Hauptsitz. Das Unternehmen beschäftigte mehr als 1200 Mitarbeiter und wurde zu einem der größten der Welt. 1844 begann man mit der Herstellung von Lokomotiven. Nach dem Tod von Derosne wurde Cail 1846 alleiniger Eigentümer.
Ab 1848 baute er Crampton-Lokomotiven in Lizenz von Thomas Russell Crampton, die 1862 die damals enorme Geschwindigkeit von 120 km/h erreichten. Eine seiner Lokomotiven ist im Eisenbahnmuseum von Mulhouse ausgestellt. Das Unternehmen baute auch Ingenieurbauten wie Brücken und Destillerien für Alkohol. Sie spielte eine wichtige Rolle in der industriellen Revolution in Frankreich und war im 19. Jahrhundert sehr bekannt.
Mit der Februarrevolution von 1848 gab Jean-François Cail die Leitung der Société Ch.Derosne et Cail und der Fabrik in Grenelle ab und wurde am 26. März 1848 gewählt, um eine Form der Arbeiterselbstverwaltung zu erproben, die jedoch scheiterte. Die Produktion ging von 68 Lokomotiven im Jahr 1848 auf 35 im Jahr 1849 zurück und 1850 wurde keine einzige Lokomotive mehr ausgeliefert. Diese wirtschaftlichen Schwierigkeiten führten 1850 zu einer Umstrukturierung der Société Ch.Derosne et Cail, aus der die Société J. F. Cail & Cie hervorging.
Die Fabrik von Chaillot, die fast 1000 Arbeiter beschäftigte, wurde in der Nacht vom 24. auf den 25. Dezember 1865 durch einen Brand zerstört. Sie wurde nicht wieder aufgebaut, sondern ihre Tätigkeit wurde in die Werkstätten von Grenelle verlagert. Im September 1861 schloss die Société J.F Cail & Cie einen Kooperationsvertrag mit der neu gegründeten Société Parent, Schaken, Caillet et Cie, aus der zwei Monate später die Participation JF Cail, Parent, Schaken, Houel et Caillet, Paris et Fives-Lille, später Société Fives-Lille, hervorging. Der Kooperationsvertrag lief im Januar 1870 aus und die Société J.F Cail wurde erneut liquidiert, woraus die Nouvelle Société J.F Cail entstand. Während des Deutsch-Französischen Krieges Krieges in den Jahren 1870/71 stellte Cail seine Fabriken der Landesverteidigung zur Verfügung. Er baute auch eine Mühle für das belagerte Paris. 1871 zog sich Cail erschöpft nach Plants zurück, wo er starb. Er ist auf dem Friedhof Père-Lachaise begraben. Sein Name ist einer der 72 auf dem Eiffelturm, es gibt die Rue Cail in Paris, einen Platz und eine Schule namens Cail in Chef-Boutonne. Cail war Offizier der Ehrenlegion und erhielt auch den belgischen Leopoldsorden, den niederländischen Orden der Eichenkrone und ägyptische Orden.

## Weiterentwicklung derSociété J.F. Cail
Die Société J.F. Cail verschwindet 1883 und wird durch die Société Anonyme des Anciens Établissements Cail ersetzt, die 1898 in der Société française de constructions mécaniques (SFCM) aufgeht, die 1958 mit Fives-Lille zu Fives-Lille-Cail fusioniert. 1973 entsteht aus der Fusion mit dem Kesselbauer Babcock-Atlantique die Firma Fives-Cail Babcock (FCB), die Teil von Fives wurde. 
Fives-Cail und FCB bekamen in den Kreisen europäischer Maschinenbauer eine gewisse Bekanntheit, weil in den Mechanischen Werkstätten in Fives zwei der größten Werkzeugmaschinen Europas stehen, ein Lokomotivrahmen-Bohrwerk mit einer X-Achse von 30 Metern, einer Y-Achse von mehr als acht Metern und einer riesigen 320er Pinole (Spindel) von zwei Metern Ausladung, sowie eine gewaltige Karussell-Drehbank mit einer inneren Planscheibe von acht Metern und einem äußeren, separat angetriebenen Planscheibenring von 15 Metern Durchmesser. An beiden Maschinen dürfen nur die erfahrensten Werker tätig werden, um jegliches Risiko einer Beschädigung zu minimieren. Im Falle eines größeren Schadens wären diese Fertigungsmöglichkeiten auf immer verloren, weil substantielle Reparaturen solcher großen Maschinen mittlerweile nicht mehr durchführbar sind, mangels noch existenter Großmaschinen-Hersteller, oder weil sie wegen des gewaltigen Kostenaufwandes unbezahlbar werden. Weiter befindet sich dort eine riesige Vierwalzen-Hydraulik-Rundbiegemaschine zur Verarbeitung von Stahlblech bis 300 mm Dicke auf einer Breite von sechs Metern, die von einer benachbarten, gasbeheizten Glühofen-Kammer von über zehn Metern Höhe und ca. 15 Metern Breite beschickt werden kann.
Jules Verne verewigte 1870 die Société J. F. Cail & Cie in 20.000 Meilen unter dem Meer als Hersteller der Tanks der Nautilus.